# Đầu máy toa xe

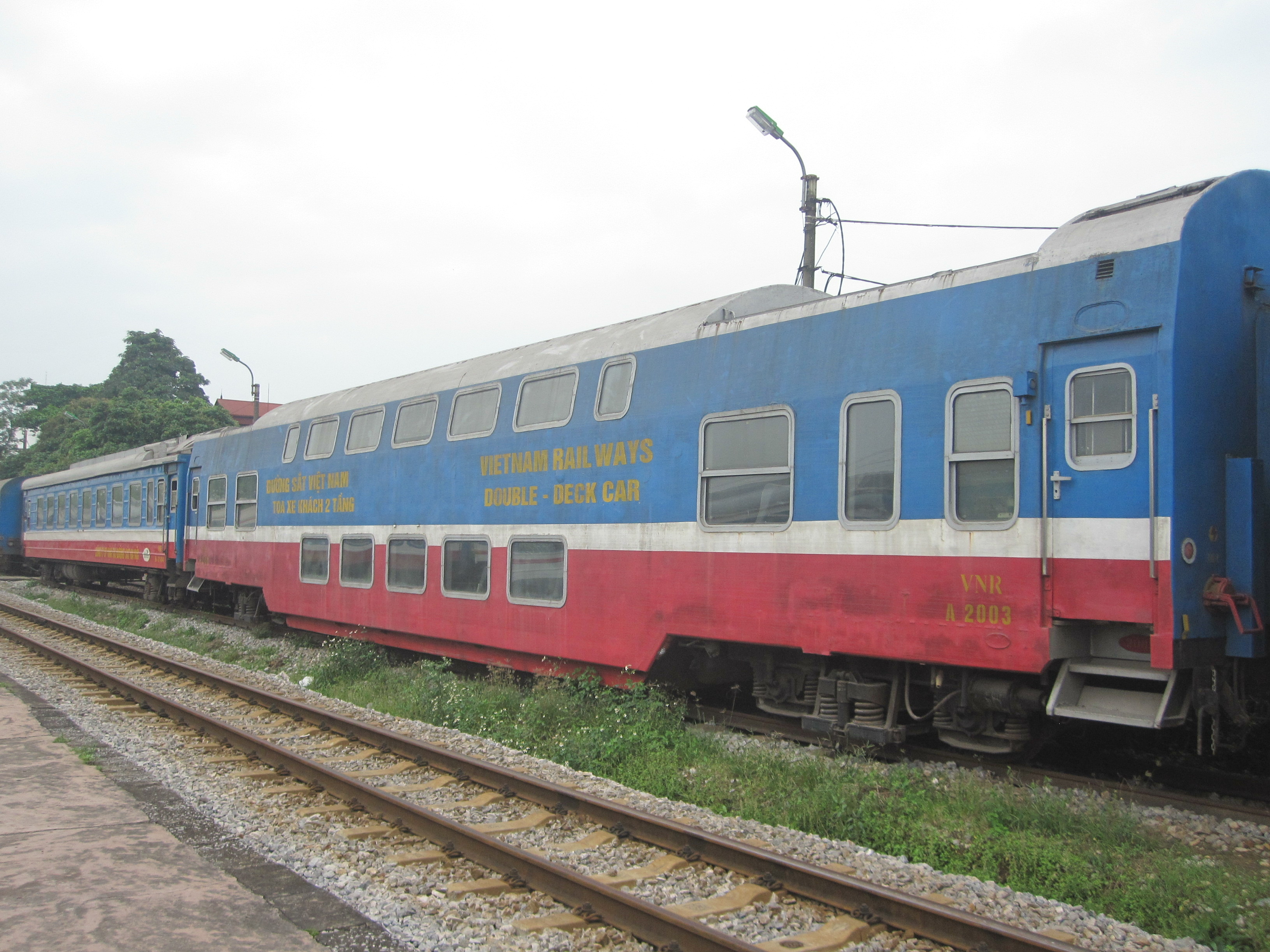
Toa tàu tại Ga Phú Thụy

Thuật ngữ đầu máy toa xe trong ngành vận tải đường sắt dùng để chỉ các phương tiện vận tải đường sắt, bao gồm loại có động cơ và không có động cơ, chẳng hạn như các đầu máy xe lửa, toa xe lửa, toa hành khách, toa tàu riêng và toa hàng. Ở Mỹ, định nghĩa này được mở rộng từ "tàu hỏa" được định nghĩa rộng hơn nghĩa cũ để bao gồm các phương tiện có bánh được sử dụng trong kinh doanh đường bộ.

## Tổng quan
Cụm từ "stock" (tài sản) trong thuật ngữ này được sử dụng theo ý nghĩa kiểm kê. Đầu máy toa xe được xem là một tài sản lưu động hoặc gần như vậy vì giá trị của phương tiện có thể dễ dàng ước tính và sau đó chuyển đến cho người mua mà không mất nhiều chi phí hoặc chậm trễ. Thuật ngữ này trái ngược với tài sản cố định (cơ sở hạ tầng) là thuật ngữ chung cho đường ray, hệ thống thông tin tín hiệu, nhà ga, các tòa nhà, dây điện,... cần thiết để vận hành một tuyến đường sắt.

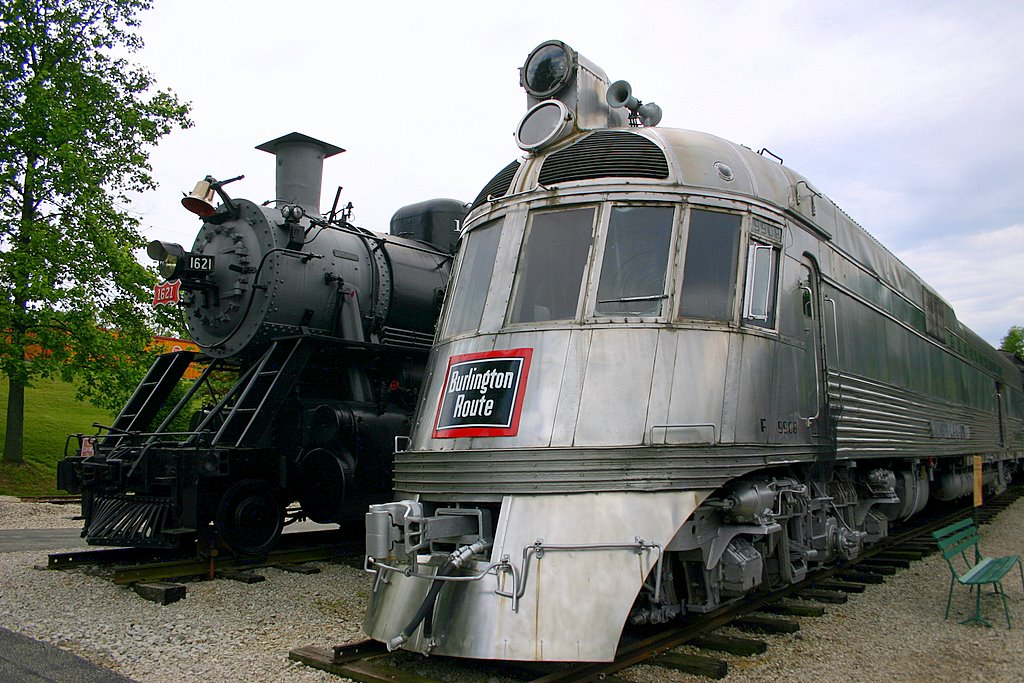
Đầu máy xe lửa hơi nước và diesel
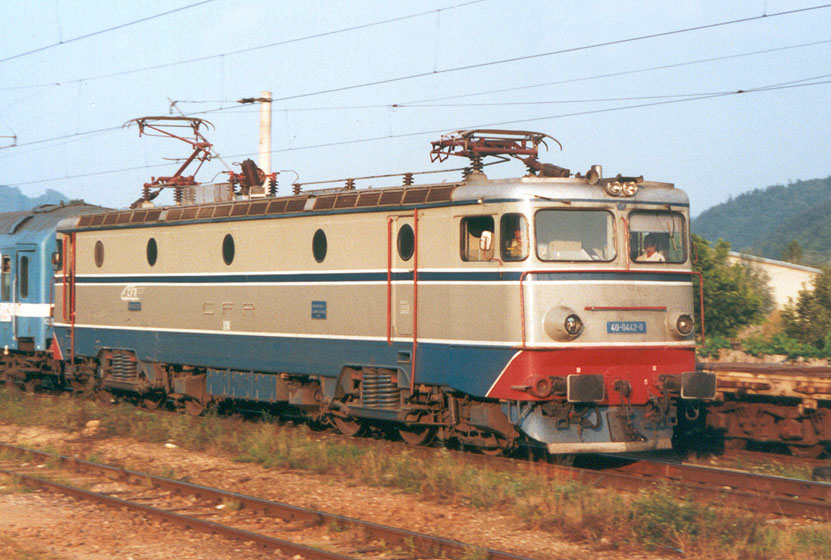
Đầu máy điện
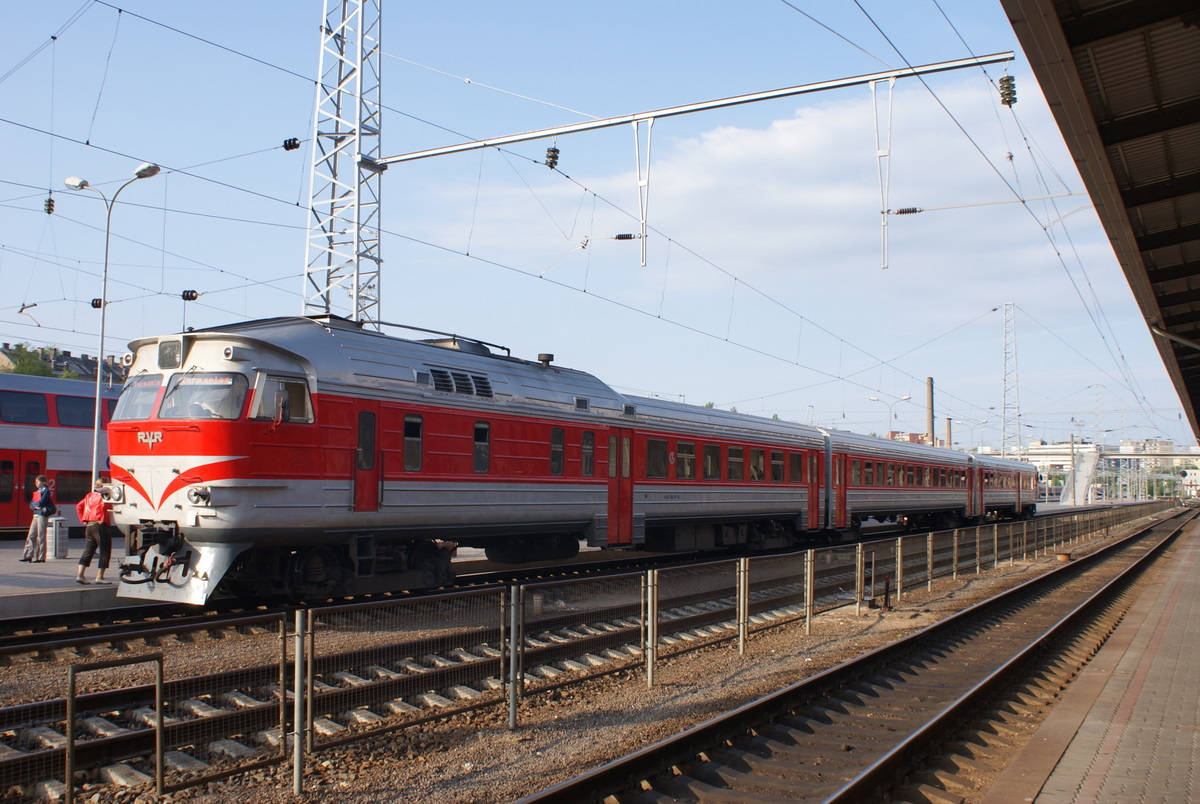
Đầu máy toa xe DMU
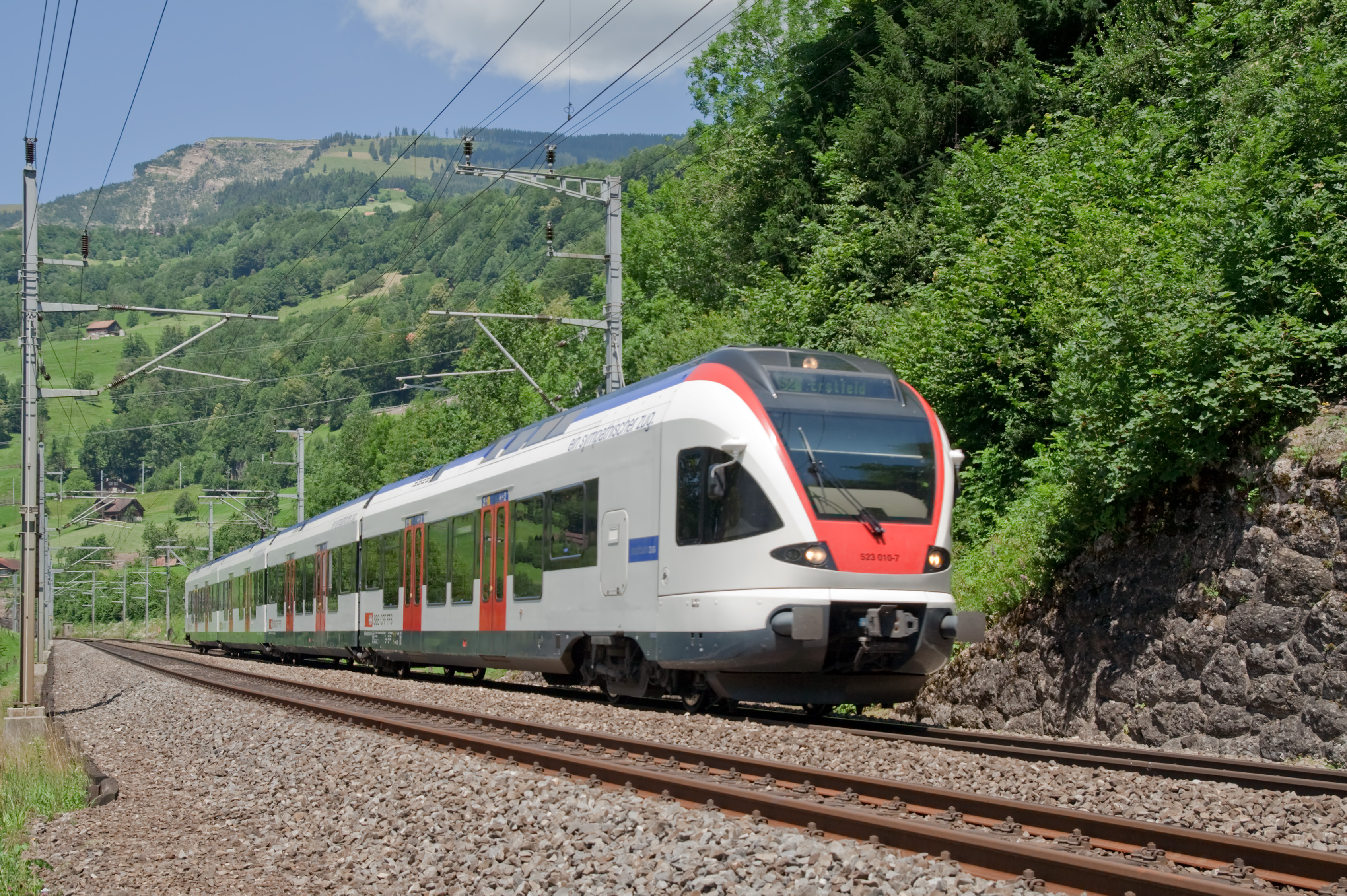
Tàu hỏa EMU
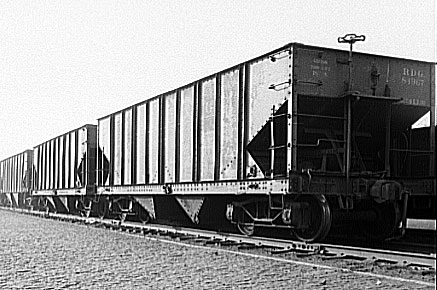
Goòng phễu kiểu Mỹ
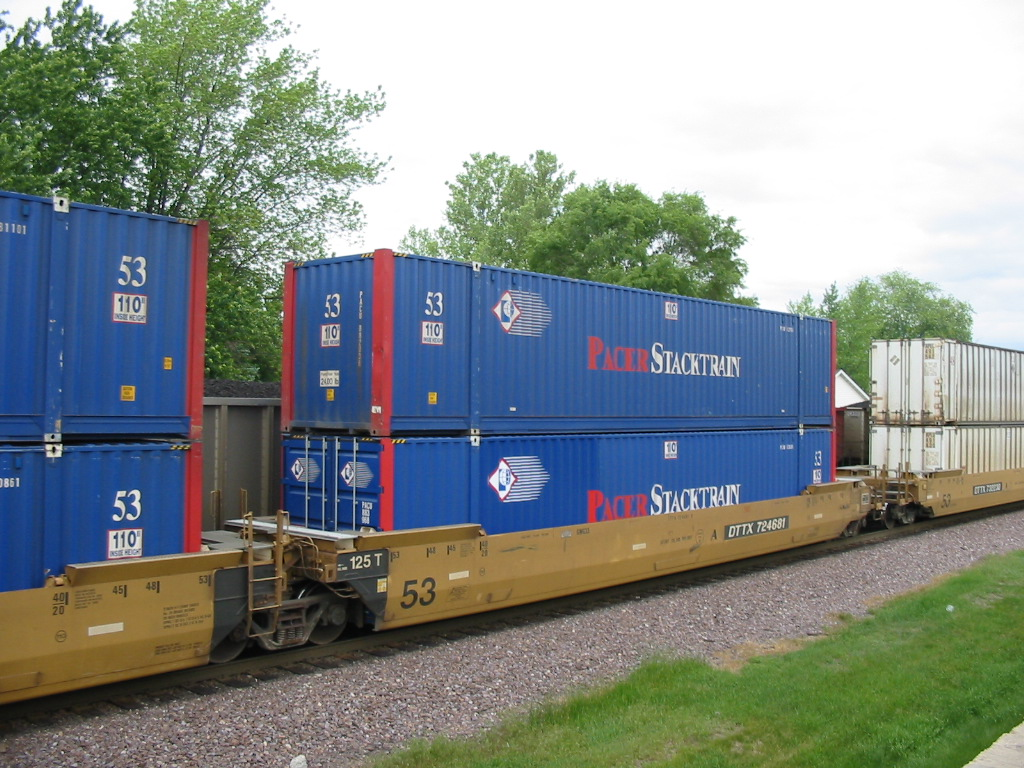
Well car (goòng xếp chồng) có khớp nối với côngtenơ liên phương thức
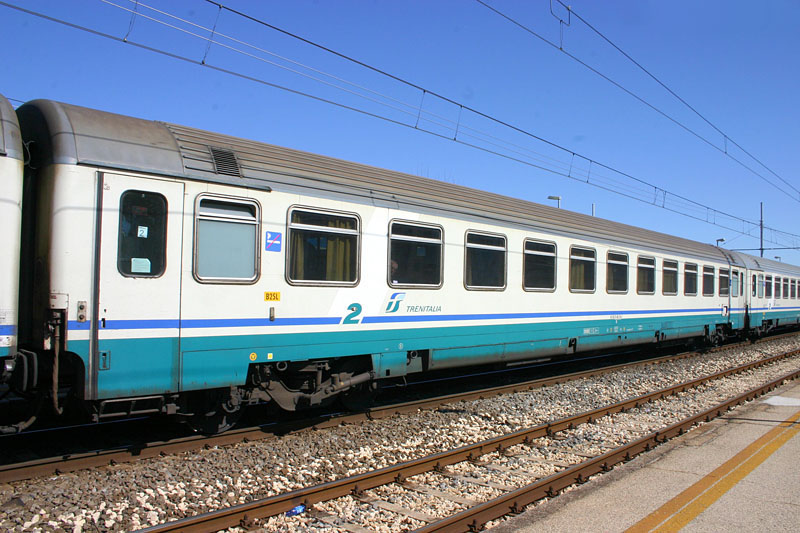
Toa hành khách
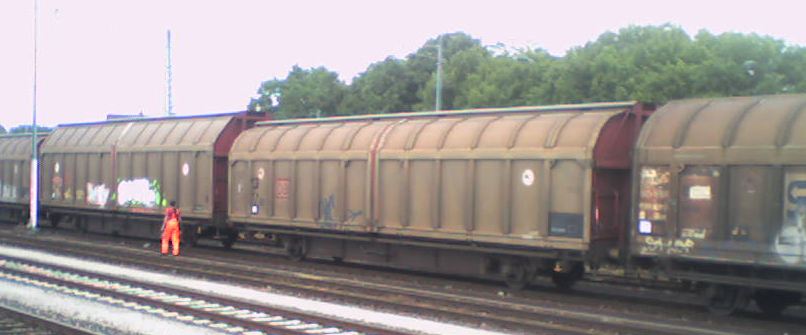
toa hàng có mái che kiểu Châu Âu
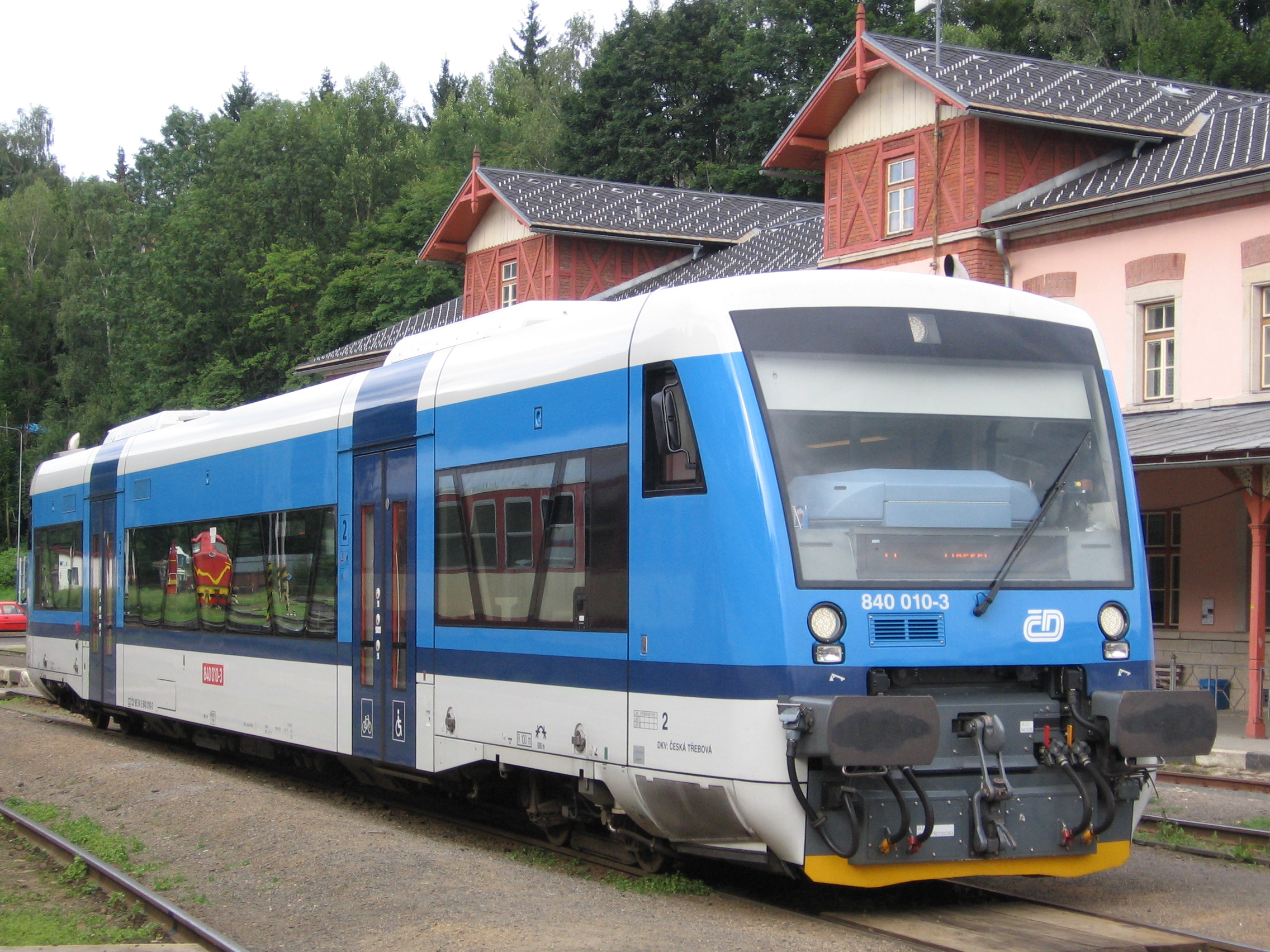
Toa xe khách tự hành

## Tên gọi
Ở Đảo Anh, các loại đầy máy toa xe được đặt tên mã, thường là tên của con vật. Chẳng hạn như "Toad" (con cóc) đường dùng làm tên gọi cho toa chở hàng brake van (tay nắm phanh) của Great Western Railway, trong khi các toa tàu của Đường sắt Anh dùng để bảo dưỡng đường được gọi theo loài cá, như "Dogfish" (Cá nhám gai) để chỉ goòng phễu. Các mã này được điện tín hóa, có phần giống với ngôn ngữ SMS ngày nay.

## Tham chiếu
1. ↑  "Yaxham Light Railway rolling stock page". Bản gốc lưu trữ ngày 20 tháng 9 năm 2015. Truy cập ngày 5 tháng 11 năm 2020.
2. ↑  "Definition of "rolling stock" from the Oxford English Dictionary accessed ngày 5 tháng 2 năm 2007 (subscription service)". Bản gốc lưu trữ ngày 28 tháng 9 năm 2020. Truy cập ngày 5 tháng 11 năm 2020.
3. ↑  "Definition of "rolling stock" from the Concise Oxford Dictionary". Bản gốc lưu trữ ngày 29 tháng 9 năm 2007. Truy cập ngày 5 tháng 11 năm 2020.
4. ↑  "Definition from the American Heritage Dictionary". Bản gốc lưu trữ ngày 22 tháng 2 năm 2009.
5. ↑  "rolling stock". The Free Dictionary. Farlex. Truy cập ngày 27 tháng 1 năm 2017.
6. ↑  Illinois Department of Revenue. "RUT-7: Rolling Stock Certification" (PDF). Bản gốc (PDF) lưu trữ ngày 5 tháng 7 năm 2018. Truy cập ngày 27 tháng 1 năm 2017.
7. ↑  "Michigan's Rolling Stock Exemption". TaxRates. Avalara. Bản gốc lưu trữ ngày 2 tháng 2 năm 2017. Truy cập ngày 27 tháng 1 năm 2017.
8. ↑  Finger, Matthias; Bert, Nadia; Kupfer, David, biên tập (2014). "Rail infrastructure and rolling stock: investments, asset renewal and regulation" (PDF). European University Institute, Florence School of Regulation. tr. 8–9. Bản gốc (PDF) lưu trữ ngày 2 tháng 2 năm 2017. Truy cập ngày 5 tháng 11 năm 2020.
9. ↑  Wijnia, Y.; de Croon, J.; Liyanage, J.P. (2014). "36: Application of a Unified Reference Model Across Asset Types: Comparative Cases". Trong Lee, Jay; Ni, Jun; Sarangapani, Jagnathan; Mathew, Joseph (biên tập). Engineering Asset Management 2011: Proceedings of the Sixth World Congress on Engineering Asset Management. London: Springer. tr. 416–417. ISBN 978-1-4471-4993-4. ISSN 2195-4356. LCCN 2013934026 – qua Google Books.
10. ↑  "Code Names for Great Western Carriage Stock and Vans". greatwestern.org.uk.
11. ↑  "Fishkinds and TOPS". btinternet.com. Bản gốc lưu trữ ngày 11 tháng 10 năm 2012.